# 萨纳站
萨纳站（英語：SANAE IV），南非南极科学考察站，位于毛德皇后地。基地使用三个柴油发电机发电。

## 组成
A區，位於南部，設有广播室、通讯室、医疗设施、暗房、研究室、领导办公室、两个物理实验室、湿实验室、储存室、住宿区。
B區，位於中间，設有厨房、用餐区、两个电视休息室、酒吧、游戏室、吸烟间、图书馆、洗衣房、住宿区。
C區，位於北部，設有大型飞机库、发电机房、蓄水池、污水处理厂、设备室、机电室、飞行作战室、健身房、桑拿浴室、中子探测器。

## 研究
- 南极磁层和电离层地面观测
- 南半球极光雷达实验
- 宇宙射线
- 无线电研究和各种国际极地年项目